# ベシャンコーヴィチ
ベシャンコーヴィチ（ベラルーシ語: Бешанко́вічы）、ベシェンコーヴィチ（ロシア語: Бешенко́вичи）はベラルーシ北部、ヴィーツェプスク州 に属する町。西ドヴィナ川への河港がある。ヴィーツェプスクからは、ヴォルシャとレーペリ間を走る鉄道で51 km西に位置する。人口は9,430人 （1992年）。
ロシア帝国時代はユダヤ教徒居住区のヴィテプスク県・レーペリ郡に属していた。1898年、全人口は約5000人で、4000人はユダヤ人だった。ユダヤ人のうち576人は職人だった。シナゴーグ、祈りの家、三つの慈善組合、たくさんのユダヤ教学校があった。

## 付近の都市
- チャーシュニキ
- レーペリ
- ヴィーツェプスク

 この記事にはパブリックドメインである次の文書本文が含まれる: Singer, Isidore [英語版]; et al., eds. (1901–1906). The Jewish Encyclopedia. New York: Funk & Wagnalls. {{cite encyclopedia}}: |title=は必須です。 (説明)